# Muvaji
Muvaji (en rus: Муважи) és un poble d'Udmúrtia, a Rússia, que el 2012 tenia 352 habitants. Pertany al raion d'Alnaixi.